# Salt-n-Pepa
Salt-N-Pepa je americké dívčí rapové trio z Queensu, New Yorku. Skupina byla založena v roce 1985. Kapela se skládá z Cheryl "Salt" Jamesové, Sandry "Pepa" Dentonové a DJ Deidry "Dee Dee" Roperové.
V roce 1989 byla skupina za píseň "Push It" nominována na Grammy Award v kategorii nejlepší rapový výkon kapely / dua.

## Kapela
- Cheryl James (Salt)
- Sandra Denton (Pepa)
- Deidra Roper (DJ Spinderella)

## Vybraná diskografie
| - 1986: Hot, Cool & Vicious - 1988: A Salt with a Deadly Pepa - 1990: Blacks' Magic - 1993: Very Necessary - 1997: Brand New |  | - 1988: "Push It" - 1990: "Expression" - 1991: "Let's Talk About Sex" - 1993: "Shoop" - 1994: "Whatta Man" (s/ En Vogue) |